# Alen Zasejev
Alen Zasejev (Alan Zassety) (* 10. října 1988) je ruský zápasník–volnostylař osetské národnosti, který od roku 2011 reprezentuje Ukrajinu.

## Sportovní kariéra
Je rodákem z gruzínského separatistického území Jižní Osetie z obce Vachtana. V prosinci 1990 po rozhodnutí gruzínských představitelů zrušit Jižní Osetii autonomii došlo na území k válečnému konfliktu tzv. I. jihoosetké válce (1991-92) během níž s rodiči uprchl do Severní Osetie do Vladikavkazu. Zápasení se věnoval od 9 let pod vedením Ruslana Rubajeva. V širším výběru ruské volnostylařské reprezentace se pohyboval od roku 2009 ve váze do 96 kg, ale záhy se jako mladý sportovec nechal s vidinou snadnější účasti na olympijských hrách zlákat nabídkou reprezentovat Ukrajinu. Za Ukrajinu nastupoval od roku 2011 jako člen charkovského Dynama. V roce 2012 však prohrál nominaci na olympijské hry v Londýně s Valerijem Andrijcevem.
Od roku 2013 startoval ve vyšší váhové kategorii do 120 (125) kg, kde bojoval o post ukrajinské reprezentační jedničky s Oleksandrem Chocjanivským. V dubnu 2016 se z evropské olympijské kvalifikace ve Zrenjaninu kvalifikoval na olympijské hry v Riu, ale po turnaji byl pozitivně testován na tehdy nově zakázanou látku meldonium. Jeho získaná kvóta propadla ve prospěch Maďara Dániela Ligetiho. V červenci mu však byla olympijská kvóta vrácena po nových pokynech Světové antidopingové agentury (WADA) a v srpnu startoval na olympijských hrách v Riu. Po úvodní těsné výhře nad Bilalem Machovem z Ruska, prohrál ve druhém kole s Gruzínem Geno Petrijašvilim 6:11 na technické body.

## Výsledky
| Olympijské hry     |    |   |    | —  |   |   |     | — |    |   |     | úč. |     |  |  |  |  |  |  |  |  |  |  |  |
| Mistrovství světa  | —  | — | —  |    | — | — | úč. |   | 2. | — | úč. |     | úč. |  |  |  |  |  |  |  |  |  |  |  |
| Evropské hry       |    |   |    |    |   |   |     |   |    |   | —   |     |     |  |  |  |  |  |  |  |  |  |  |  |
| Mistrovství Evropy | —  | — | —  | —  | — | — | —   | — | 2. | — | —   | 3.  | —   |  |  |  |  |  |  |  |  |  |  |  |
| MS juniorů         | —  | — | 2. | 1. |   |   |     |   |    |   |     |     |     |  |  |  |  |  |  |  |  |  |  |  |
| ME juniorů         | —  | — | —  | —  |   |   |     |   |    |   |     |     |     |  |  |  |  |  |  |  |  |  |  |  |
| ME dorostenci      | 1. |   |    |    |   |   |     |   |    |   |     |     |     |  |  |  |  |  |  |  |  |  |  |  |